# リーチェル
リーチェル (A. Hch. Rietzschel GmbH) はドイツのミュンヘンで1896年に創業したカメラとレンズのメーカーである。

## 歴史
- 1860年 - 創業者アレクサンダー・ハインリッヒ・リーチェル (Alexander Heinrich Rietzschel) がドレスデンで出生。後にカール・ツァイス、シュタインハイル、ローデンストックで勤務。
- 1896年 - レンズメーカーとして創業。レンズのブランドはリネアー (Linear)、プロリネアー (Prolinear) がある。
- 1900年 - カメラ製造を開始。
- 1925年 - アグファ（アグフア・ゲバルトを経て現アグファフォト）に吸収合併されそのカメラ部門となる。
- 1927年 - この年を最後にリーチェルのブランドは使用されなくなった。

## 製品一覧
- クラック1900（Clack1900, 1900年発売） - リーチェル最初のカメラ製品。10×12.5 cm判、または9×12 cm判乾板。
- クラック (Clack) - 10×15 cm判、または13×18 cm判乾板。
- ステレオクラック (Stereo Clack) - 9×18 cm判ステレオカメラ。
- ステレオプレートクラック (Stereo Plate Clack) - 8.5×17 cm判ステレオカメラ。
- コスモクラック (Kosmo Clack) - 45×107 mm判ステレオカメラ。「レンズとシャッターを外して専用レンズをつけ、ピントグラスを外して写真枠を入れるとステレオ写真のビューワーとして使える」「内部隔壁を倒して片方のレンズを中央に移動すればパノラマカメラとして使える」「蛇腹伸長により30 cmまで接写できる」など特徴が多いカメラ。シャッターはステレオコンパー。